# 武維賞
武維賞（1911年—？），越南醫生、政治人物，曾出任越南國衛生部長。

## 生平
武維賞是交趾支那人，出生於1911年。:317在越南接受教育後，於1939年在河內獲得醫學博士文憑。:317
1950年，武維賞出任阮攀龍政府衛生部長。:65同年4月底，阮攀龍被迫辭職，保大解散阮攀龍政府。:70